# Mabel Dodge Luhan
Mabel Evans Dodge Sterne Luhan (de soltera Ganson; 26 de febrero de 1879 - 13 de agosto de 1962) fue una adinerada mecenas de las artes estadounidense, particularmente asociada con la colonia artística de Taos.

## Biografía
Mabel Ganson era la heredera de Charles Ganson, un rico banquero de Buffalo, Nueva York, y su esposa, Sarah Cook. Criada para el encanto y preparada para casarse, creció entre la élite social de Buffalo, en compañía de su niñera. Asistió a la Escuela Episcopal de Santa Margarita para niñas hasta los dieciséis años, luego fue a la escuela en la ciudad de Nueva York. En 1896, realizó una gira por Europa y asistió a la escuela superior 'Chevy Chase' en Washington D. C.
Su primer matrimonio, en 1900 a la edad de 21 años, fue con Karl Evans, hijo del propietario de un barco de vapor. Se casaron en secreto ya que Charles Ganson no aprobaba a Evans, y luego se volvieron a casar en la Trinity Church ante la sociedad de Buffalo. Tuvieron un hijo, pero Karl murió en un accidente de caza dos años y medio después, dejándola viuda a los 23 años. En la primavera de 1904, el artista estadounidense nacido en Suiza Adolfo Müller-Ury pintó un retrato ovalado de ella en traje de luto para su abuela paterna, Nancy Ganson de Delaware Avenue, Buffalo. Su familia la envió a París después de que comenzara una aventura con un destacado ginecólogo de Buffalo. En noviembre de 1904 se casó con Edwin Dodge, un rico arquitecto.
Fue abiertamente bisexual al principio de su vida y detalló con franqueza sus encuentros físicos con mujeres en su autobiografía Intimate Memories (1933). Formó parte del Club Heterodoxy.

## Carrera profesional

### Florencia
Entre 1905 y 1912, los Dodges vivían cerca de Florencia en la palaciega Villa Medici, en la Villa Curonia en Arcetri, donde se codeó con artistas locales, además de con Gertrude Stein, su hermano Leo Stein, Alice B. Toklas y otros visitantes de París, incluido André Gide. Una relación conflictiva con su chófer provocó dos intentos de suicidio: el primero por comer higos que contenían fragmentos de vidrio; el segundo con láudano.

### Nueva York y Provincetown
A mediados de 1912, los Dodges (en ese momento cada vez más distanciados), regresaron a Estados Unidos, donde Dodge se estableció como mecenas de las artes, realizando un salón semanal en su nuevo apartamento en el 23 de la Quinta Avenida en Greenwich Village. Entre los invitados notables se encontraban Carl Van Vechten, Margaret Sanger, Emma Goldman, Charles Demuth, "Big Bill" Haywood, Max Eastman, Lincoln Steffens, Hutchins Hapgood, Neith Boyce, Walter Lippmann y John Reed. Van Vechten tomó a Dodge como modelo para el personaje "Edith Dale" en su novela Peter Whiffle. El antropólogo Raymond Harrington introdujo a Dodge y sus amigos al peyote en una "ceremonia" improvisada allí.
Participó en el montaje de la Armory Show del New European Modern Art en 1913, publicando y distribuyendo en forma de folleto una pieza de Gertrude Stein titulada "Portrait of Mabel Dodge at the Villa Curonia" (Retrato de Mabel Dodge en Villa Curonia), lo cual aumentó su perfil público.
Navegó a Europa a finales de junio de 1913. John Reed (Jack), agotado tras haber organizado poco antes el concurso de Paterson, viajó con ella. Se hicieron amantes a su llegada a París, donde socializaron con Stein y Pablo Picasso antes de partir hacia la Villa Curonia, que contaba entre sus invitados a Arthur Rubinstein. Al principio, este fue un momento muy feliz para la pareja, pero las tensiones fueron aumentando entre ellos porque Reed se sentía incómodo con el aislamiento de los ricos y Dodge veía el interés de él en el mundo y sus logros como un rechazo hacia ella. Regresaron a Nueva York a finales de septiembre de 1913. En octubre, la Revista Metropolitana envió a Reed a informar sobre la Revolución Mexicana. Aunque Dodge lo siguió hasta la ciudad fronteriza de Presidio, a los pocos volvió a su casa.
Entre 1914 y 1916, se desarrolló una fuerte conexión entre el mundo intelectual de Greenwich Village y Provincetown y, en 1915, Dodge llegó allí con el pintor Maurice Sterne. Mientras estaba en Provincetown, John Reed le ayudó a organizar The Provincetown Players, y Dodge experimentó cierta rivalidad con Mary Heaton Vorse.
En 1916, Dodge se convirtió en columnista sindicada a nivel nacional para Hearst Communications, trasladándose a Finney Farm, una gran finca de Croton-on-Hudson. Sterne, que se convertiría en el tercer marido de Dodge, vivía en una cabaña detrás de la casa principal, mientras que Dodge ofrecía a Reed el tercer piso de la casa como estudio de escritura. Aunque él se mudó allí para un corto período de tiempo, la situación entre ambos se volvió insostenible; Dodge y Sterne se casaron ese mismo año.

### Santa Bárbara
Durante este período, Dodge también comenzó a pasar largos períodos de tiempo en Santa Bárbara, California, donde su amigo Lincoln Steffens tenía parientes. (La hermana de Lincoln Steffens, Lottie, estaba casada con el ranchero local John J. Hollister).

### Taos
En 1917, Dodge, su esposo y Elsie Clews Parsons mudaron a Taos, en Nuevo México, donde comenzó una colonia literaria. Siguiendo el consejo de Tony Lujan, un nativo americano quien se casaría en 1923, compró 12 acres (48 562,3 m²) de propiedad. Lujan instaló un tipi frente a su casa, tocando el tambor cada noche en un intento de atraerla hacia él. Aunque Sterne compró una escopeta con la intención de expulsar a Luján de la propiedad, al no saber usarla, en su lugar se dedicó a insultar a Dodge. En respuesta, ella lo echó de la propiedad, aunque lo apoyó económicamente hasta el momento de su divorcio cuatro años después.
D.H. Lawrence, el autor inglés, aceptó una invitación suya para quedarse en Taos y llegó con su esposa Frieda a principios de septiembre de 1922. Sin embargo, tuvo una relación tensa con su anfitriona, y más tarde escribió sobre ello en su ficción. Más tarde, Dodge publicó una memoria sobre la visita titulada Lorenzo in Taos (1932). La editora y diseñadora de libros Merle Armitage también escribió un libro sobre esta época en Nuevo México. Taos Quartet in Three Movements iba a aparecer originalmente en Flair Magazine, pero la revista se dobló antes de su publicación. Este breve trabajo describe la tumultuosa relación de DH Lawrence, su esposa Frieda, la artista Dorothy Brett y Mabel Dodge Sterne. Armitage se encargó de imprimir 16 copias de tapa dura de este trabajo para sus amigos. Richard Pousette-Dart ejecutó los dibujos para Taos Quartet que se publicaron en 1950.
En Nuevo México, Dodge y Lujan acogieron a varios artistas y poetas influyentes, incluidos Marsden Hartley, Arnold Ronnebeck, Louise Emerson Ronnebeck, Ansel Adams, Willa Cather, Walter Van Tilburg Clark, Robinson Jeffers y su esposa Una, Florence McClung, Georgia O'Keeffe, Mary Hunter Austin, Mary Foote, Frank Waters, Jaime de Angulo, Aldous Huxley, Ernie O'Malley y otros.
Dodge murió en su casa en Taos en 1962 y fue enterrada en el cementerio Kit Carson. La Mabel Dodge Luhan House ha sido designada Monumento Histórico Nacional y funciona como una posada histórica y un centro de conferencias. Natalie Goldberg enseña con frecuencia en Mabel Dodge Luhan House, que Dennis Hopper compró después de haberlo conocido mientras filmaba Easy Rider.

## Archivo
La colección de documentación de Mabel Dodge Luhan — una colección de cartas, manuscritos, fotografías y documentos personales que documentan la vida y obra de Dodge — se encuentra en la Biblioteca Beinecke de la Universidad de Yale. Una parte de la colección está disponible en línea.

## Información adicional
- Rudnick, Lois Palken (1987). Mabel Dodge Luhan: New Woman, New Worlds. Albuquerque: University of New Mexico Press. ISBN 978-0-8263-0995-2.
- Rudnick, Lois Palken (1996). Utopian vistas : the Mabel Dodge Luhan House and the American counterculture. Albuquerque: University of New Mexico Press.
- Rudnick, Lois Palken; Wilson-Powell, Malin, eds. (2016). Mabel Dodge Luhan and Company: American Moderns and the West. Museum of New Mexico Press (published in association with the Harwood Museum of Art). ISBN 978-0890136140.